# Relações entre Arábia Saudita e Espanha
As relações entre Arábia Saudita e Espanha são as relações bilaterais entre o Reino da Arábia Saudita e o Reino da Espanha. A Arábia Saudita tem uma embaixada em Madrid e um consulado-geral em Málaga. A Espanha tem uma embaixada em Riade.

## Relações diplomáticas
As relações entre os dois têm sido tradicionalmente caracterizadas por serem cordiais, marcadas por uma simpatia e amizade tradicionais entre as duas casas reais. O rei da Espanha é o principal ativo das relações da Espanha com este país.  Prova disso foi o tratamento preferencial dado a João Carlos I na Arábia Saudita durante suas últimas visitas oficiais em 2006 e 2008. Ao exposto, devemos acrescentar a simpatia e o interesse que os sauditas demonstram pelo passado árabe da Espanha, muito presente no imaginário coletivo e lembrado na forma de nomes que aludem a esse passado em numerosas ruas, prédios e estabelecimentos de todos os tipos. O apoio da Arábia Saudita à Espanha durante a celebração da Copa do Mundo também mostrou a boa percepção deste país da sociedade espanhola.
Também vale destacar a importância do turismo saudita na Espanha, como veículo de aproximação entre as duas sociedades.  É um turismo de qualidade, com pessoas de alta renda que seguiram o exemplo do Rei Fahd da Arábia Saudita e outros membros da Família Real, como o príncipe Salman da Arábia Saudita. Por ocasião da mencionada visita real em abril de 2006, foi assinado um acordo para institucionalizar contatos políticos.

## Relações econômicas
A Espanha bateu um recorde em vendas de armas para a Arábia Saudita no ano em que a Guerra do Iêmen estourou. Dados oficiais mostram que 2015, ano em que também foi assinada a controversa venda de 400 bombas que finalmente foram entregues a Riade, registrou operações muito mais suculentas com a monarquia saudita. As exportações para esse país representaram 14% do total e praticamente dobraram (cresceram 86%) os números de 2014. Embora as empresas espanholas alocem sua produção principalmente aos estados da UE e da OTAN, as vendas para o estado da Península Arábica outros de reputação duvidosa em direitos humanos dispararam nos últimos anos.
As relações econômicas entre a Arábia Saudita e a Espanha conheceram um aprofundamento maior nos últimos tempos, embora ainda estejam longe de seu potencial, segundo o Ministério de Relações Exteriores e Cooperação da Espanha. Prova disso é que os fluxos de investimento direto registrados permanecem muito pequenos em ambas as direções.
No entanto, o recente prêmio do projeto de alta velocidade Meca-Jeddah-Medina ao consórcio espanhol-saudita Al Shoula Group, participou de uma série de empresas públicas e privadas espanholas como RENFE, ADIF, TALGO, OHL, COPASA, COBRA, CONSULTRANS, IMATHIA, INABENSA e GINOVART, DI-METRONIC e INDRA, em outubro de 2011, no valor de 7.000 milhões de euros, é um marco nessas relações e uma oportunidade para demonstrar o bom trabalho das empresas espanholas no setor de infraestrutura.
O contrato, assinado em Riade, em janeiro de 2012, envolve o projeto, construção, operação e manutenção da linha e trens por um período de doze anos. A linha terá 450 km de extensão e servirá mais de 160.000 peregrinos por dia.
As boas relações econômicas entre os dois países, em particular a venda de armas, geraram críticas devido à natureza extremamente conservadora da Arábia Saudita e seu envolvimento em guerras em países do ambiente árabe, como a Guerra Civil do Iêmen.